# قضايا المياه في البلدان النامية

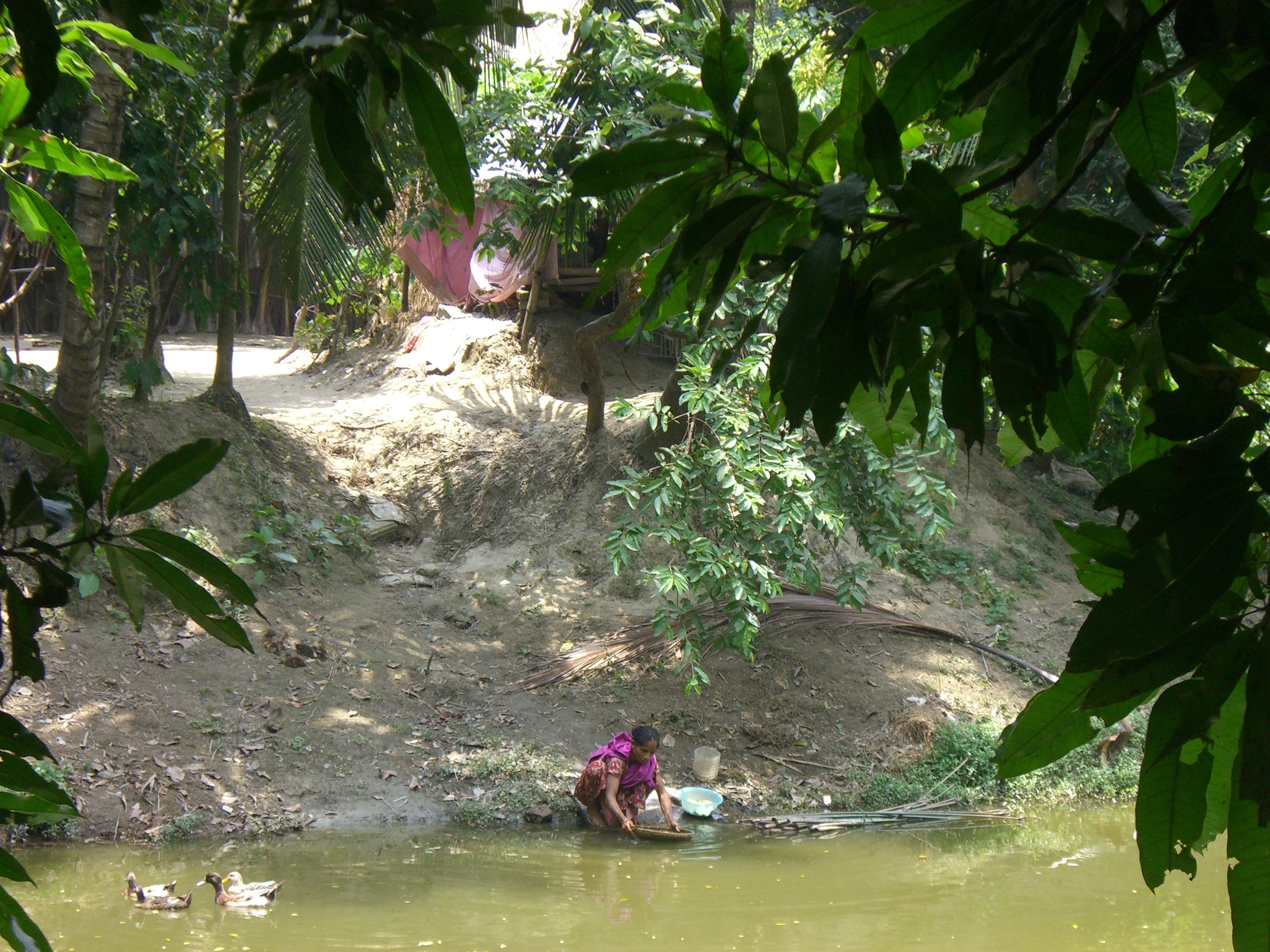

قضايا المياه في البلدان النامية متنوعة وخطيرة: تكمن هذه المشاكل بين ندرة مياه الشرب في مناطق بعينها، والفيضانات، وترسب الأنهار بالطمي، فضلاً عن تلوثها وتلوث السدود الكبيرة. هذه المشاكل أكثر شدة وواسعة الانتشار في البلدان النامية منها في البلدان المتقدمة. يوجد نحو 1.1 مليار شخص في البلدان النامية غير قادرين على الوصول إلى المياه النظيفة. 2.6 مليار شخص يفتقرون إلى خدمات الصرف الصحي. 1.8 مليون طفل يموتون كل عام من الإسهال وملايين النساء يقضون ساعات في اليوم في جمع المياه. تركز الحواجز التي تعترض معالجة مشاكل المياه في الدول النامية بشكل رئيسي حول قضايا الفقر والتعليم وفساد العمل السياسي بالبلاد. على الرغم من العديد من المشاكل المستعصية على ما يبدو، هناك العديد من الحلول التقليدية ومنخفضة التكلفة، مستخدمة في جميع أنحاء العالم، والتي توفر الصحة؛ وإن كان ذلك على نطاق صغير.

## التمكين- التوفر والتحديات
تتطلب الإنسانية الحاجة إلى المياه العذبة للعمليات الزراعية والصناعية والتجارية مثل إنتاج الطعام والزيت المكرر. فمع ارتفاع الطلب، تقل جودة وإمداد المياه بشكل كبير على زيادة النفايات وتفشي ندرة المياه. ولمواجهة هذا التحدي، بدأت المنظمات بالتركيز على زيادة إمدادات المياه العذبة، وتخفيف الطلب عليها، وتمكين إعادة الاستخدام وإعادة التدوير.
ما يقرب من 71.230٪ من جميع الأمراض في البلدان النامية تحدث بسبب سوء ظروف المياه والصرف الصحي. من الشائع أن تضطر النساء والفتيات إلى السير عدة كيلومترات كل يوم لجلب المياه لعائلاتهن. مرة واحدة، يمكن أن تزن ).أباريق الماء ما يصل إلى 20 كجم (44 رطل).
في القرن الماضي، تجاوز معدل استخدام المياه إلى حد كبير معدل النمو السكاني: فالناس يستخدمون المزيد من المياه أكثر من أي وقت مضى. بحلول عام 2025، قد يواجه ما يصل إلى 1.8 مليار شخص شح المياه. يمكن أن تتخذ ندرة المياه شكلين: ندرة المياه في الطبيعة، أو كمية قليلة من المياه، وندرة المياه الاقتصادية، أو انخفاض جودة المياه.

## ندرة المياه في الطبيعة
يمثل المحيط وهو أكبر الموارد الطبيعية على وجة الأرض، على ما يقرب من 70٪ من سطح الكوكب ويرتبط بالبحيرات الرئيسية ومستنقعات المياه والمجاري المائية. سواء كان ذلك من خلال قناة أو من خلال دورة المياه. أوضحت هيئة المسح الجيولوجي الأمريكية، أن ندرة موارد المياه العذبة والضغط من أجل توفير المياه لها هي بالفعل قضية حيوية متنامية، خاصة في العديد من المناطق القاحلة في جميع أنحاء العالم. لا تملك هذه المناطق الجافة إمكانية الوصول إلى موارد المياه العذبة في المسطحات المائية الشائعة مثل البحيرات والأنهار. معظم مصادر المياه العذبة في هذه المناطق هي مياه جوفية محدودة ومحدودة جدًا، لأنها تصبح ملوثة في المياه الراكده ويستمر الناس في استخراجها من الآبار. لقد كانت ندرة موارد المياه العذبة قضية متنامية منذ قرون وأقل من 2.5٪ من المياه على الأرض هي مياه عذبة، فحوالي 0.014٪ متاحة للبشر كمياه الجوفية بنسبة ثابتة والباقي متواجد دون مساس مثل القمم الجليدية والأنهار الجليدية.
ينطبق هذا المصطلح عادة على المناطق الجافة القاحلة حيث تتوفر المياه العذبة بكميات منخفضة. هذه الأوضاع تتفاقم بطريقة هائلة بسبب الأنشطة الجائرة للبشر التي تستهلك المياه من علي السطح وبباطن الأرض أسرع من أن يتم تعويضها من البيئة ذاتها. المناطق الأكثر تضررًا من ندرة المياه هي المكسيك وشمال وجنوب أفريقيا والشرق الأوسط والهند وشمال الصين.